# Féminisme radical

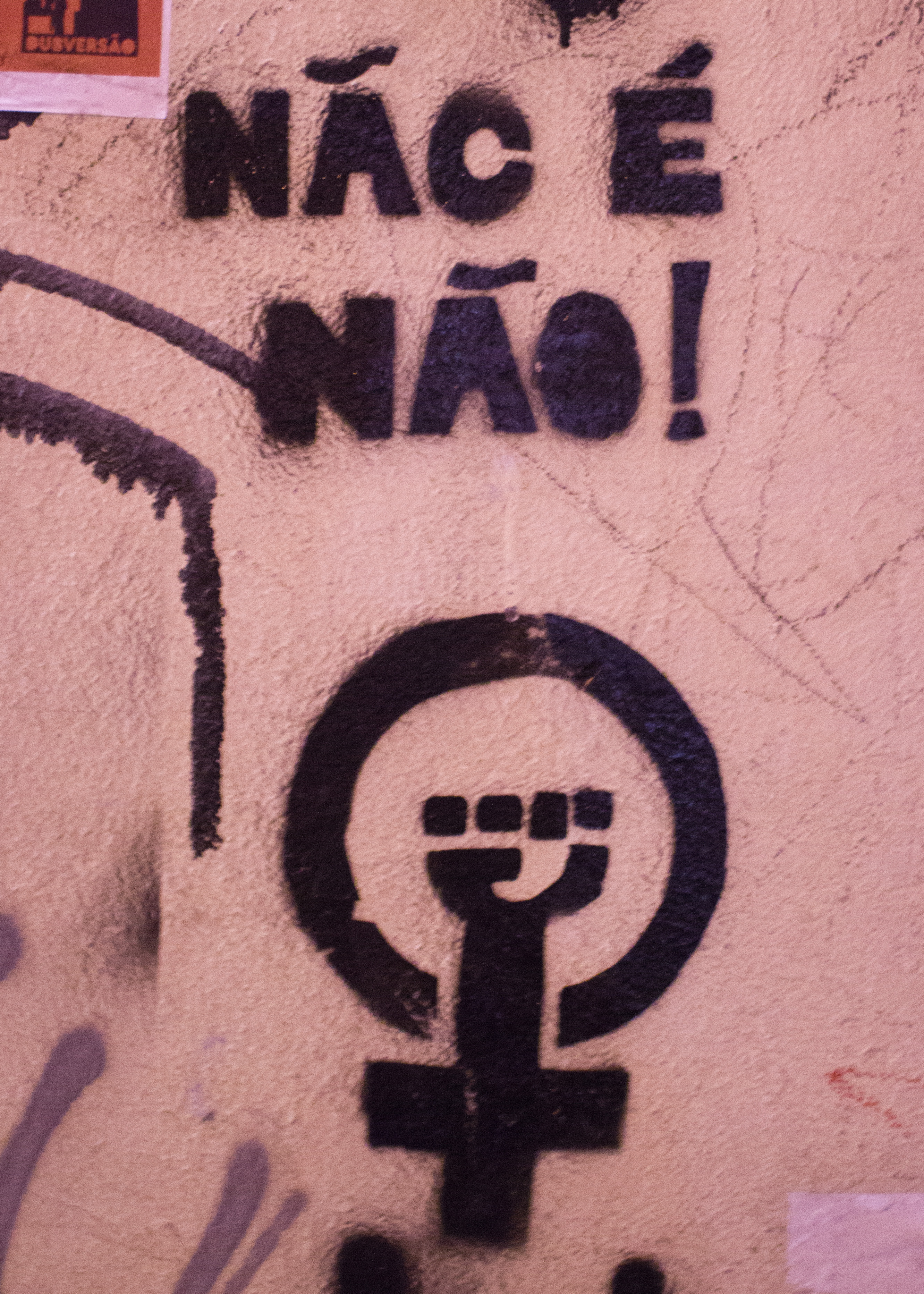
Graffiti Woman Power sur un mur de São Paulo à l'occasion d'une manifestation en 2012.

Le féminisme radical est un courant du féminisme qui considère que l'oppression spécifique des femmes au bénéfice des hommes résulte, avant toute autre cause, du patriarcat. Les féministes radicales se donnent pour objectif d'abolir cet ordre social ; elles dénoncent notamment l'essentialisation du rôle social des femmes.
Le féminisme radical apparaît à la fin des années 1960 aux États-Unis, en Angleterre, au Canada et en France, dans le cadre de la deuxième vague féministe. Le terme remonte au moins à 1969 avec d'une part la naissance du Front de libération des femmes du Québec, d'autre part le texte fondateur de Ti-Grace Atkinson, « Radical Feminism ». Le féminisme radical se distingue du féminisme libéral qui revendique seulement l'égalité juridique entre hommes et femmes, mais aussi du féminisme socialiste qui considère que l’oppression des femmes est principalement liée à la société de classes et disparaîtra avec elle.

## Une doctrine commune
Dans la mouvance du Deuxième Sexe de Simone de Beauvoir, le féminisme radical poursuit la critique de la domination masculine et des rôles féminins à travers une critique du patriarcat et une remise en cause des contraintes liées au genre. Il part du postulat de la domination masculine en sociologie, dans le droit, en philosophie politique ou dans le langage et mettant en évidence le caractère sexiste de la société, et propose des moyens pour s'y opposer. La ségrégation sociale selon les sexes y est vue non pas comme un fait de nature mais comme un fait politique qui sert une division du travail qui n'a rien de naturel. Le féminisme radical rejette ainsi une vision essentialiste des rôles sociaux de sexe : dans cette perspective, montrer que l’oppression des femmes est socialement construite est une première étape pour s'y opposer.
Selon Danielle Juteau et Nicole Laurin, les premières féministes radicales, américaines et françaises, avaient plusieurs points d'analyse communs : « antagonisme fondamental entre les hommes et les femmes, relations patriarcales, oppression commune, centrale et principale des femmes comme femmes, bénéfices perçus par tous les hommes », mais elles ne s’entendaient pas toutes sur les fondements de l’oppression (reproduction biologique, relations sexuelles, etc.).
L’institution du mariage est souvent vue comme la pérennisation des inégalités (non-rétribution du travail de l’épouse, services sexuels, répartition sexuée des tâches…). Certaines féministes radicales, telles Shulamith Firestone, militaient ainsi en faveur de l'amour libre et de la libre expression sexuelle.

## Une diversité de positions
Le terme « féminisme radical » regroupe des militantes ayant des positions variées, voire antagonistes. Ainsi, Monique Wittig, proche du féminisme matérialiste et ex-membre des Gouines rouges, ou Valerie Solanas, auteure de SCUM Manifesto, sont des représentantes du féminisme lesbien, qui vont jusqu'à prôner le séparatisme des sexes ; Shulamith Firestone prône l'usage de la technologie moderne (fécondation in vitro, contraception, avortement, etc.) pour libérer la femme des contraintes liées à la maternité ; Catharine MacKinnon et Andrea Dworkin se sont attaquées à la pornographie, qu'elles accusent d'être une « chosification » de la femme et qu'elles ont voulu interdire, suscitant ainsi des débats avec Judith Butler, représentante du mouvement queer et auteure de Trouble dans le genre.

## Relations avec d'autres mouvements et théories politiques

### Influence du mouvement des droits civiques: non-mixité et séparatisme
Influencé par le Mouvement afro-américain des droits civiques et notamment par l'influence du Black Power, le féminisme radical valorise la solidarité entre femmes et les réunions et groupes non mixtes.
Cette option politique avait été prise par les militants des droits civiques noirs américains quand ils s'étaient rendu compte que leurs revendications étaient trahies et détournées par leurs comilitants blancs pourtant bien intentionnés. Ils avaient fait le choix de la non-mixité de la lutte en insistant sur les différences d’intérêts ainsi que de points de vue entre les individus des deux bords de la lutte.
Parfois, l'exigence de non-mixité peut aller jusqu'au séparatisme, au sein de communautés de femmes ou de lesbiennes comme celles décrites par Monique Wittig dans sa théorisation lesbienne radicale.
L'analyse en termes d’intérêts et de points de vue a permis la théorisation de l'épistémologie du point de vue, qui a été notamment reprise par le Black feminism de Patricia Hill Collins, qui opère la jonction entre le féminisme radical et la lutte pour les droits civiques.

### Influence et critique du marxisme: le féminisme matérialiste
Une partie du féminisme radical, le féminisme matérialiste, née en France autour de la revue Questions féministes, utilise le vocabulaire conceptuel du marxisme mais opère une critique de l'orthodoxie marxiste.
Les féministes radicales considèrent qu'il existe une oppression patriarcale et des rapports sociaux de sexe distincts de l’oppression capitaliste et des rapports sociaux de classe.
Pour Christine Delphy, l'oppression patriarcale repose principalement sur l'extorsion du travail domestique des femmes par les hommes au sein des foyers. Il s'agit d'une exploitation au sens marxiste du terme : appropriation de la force de travail du subalterne par le dominant. Il existe ainsi un mode de production patriarcal distinct du mode de production capitaliste bien que les deux soient imbriqués dans les sociétés contemporaines. Les fonctions subalternes de l'appareil de production capitaliste sont en effet préférentiellement occupées par des femmes.
Pour Colette Guillaumin, les rapports sociaux de sexe vont au-delà de la simple exploitation de la force de travail, ils reposent sur une appropriation physique du corps des femmes par les hommes. En cela, la situation des femmes se rapprocherait plus de celles des serfs et des esclaves que de celles de prolétaires. En référence au servage et à l'esclavage, elle nomme donc ce système sexage.
Ayant pour prémisse les analyses de Delphy et de Guillaumin, Monique Wittig définit les lesbiennes comme des transfuges à leur classe de sexe, de la même façon que les esclaves « marrons » l'étaient en échappant à l'esclavage. Elle en arrive à la conclusion que les lesbiennes ne sont pas des femmes et que la libération des femmes ne peut s'accomplir que par la destruction de l'hétérosexualité comme système social qui produit le corps de doctrines sur la différence entre les sexes qui justifie leur oppression.
Pour Paola Tabet, la base matérielle de l'oppression des femmes est à chercher dans l'exclusion des femmes des outils complexes et des armes.
Les féministes radicales défendent, contre l'orthodoxie marxiste, que l'émancipation des femmes ne constitue pas un front secondaire de luttes au regard de la lutte des classes qui serait le front principal. Pour elles, le patriarcat n'est pas un simple effet du capitalisme qui disparaîtra une fois celui-ci aboli. C'est pourquoi patriarcat et capitalisme doivent être combattus simultanément.
Roswitha Scholz a tenté de théoriser une synthèse féministe et marxiste nommée théorie de la dissociation de la valeur, comme mouvement rattaché à la théorisation marxiste de la critique de la valeur.

### Féminisme radical, féminisme pro-sexe, et mouvement queer
Les féministes radicales sont unanimes sur la lutte contre les violences sexuelles que sont les viols et les agressions sexuelles. Une partie des féministes radicales, notamment Catharine MacKinnon et Andrea Dworkin, ont développé une analyse originale des violences sexuelles qui aurait pour fondement la prostitution et la pornographie, cette dernière étant également productrice de formes de sexualité jugées par elles comme dégradantes, tel que le sado-masochisme.
Selon Catharine MacKinnon, la pornographie est une représentation de la réification et de l'humiliation des femmes dont procède la sexualité patriarcale. Avec Andrea Dworkin, elle a proposé les lois sur le harcèlement sexuel, sanctionnant ainsi le contexte de sexualisation auquel sont soumises les femmes pour les contrôler et les briser mentalement.
Cette critique de la prostitution et de la pornographie a suscité une controverse au sein du mouvement féministe. Elle est rejetée par les féministes « pro-sexe », influencées par le mouvement Queer. Il est néanmoins à noter que le mouvement Queer est apparenté au féminisme radical. En effet, les travaux de Monique Wittig, féministe radicale française, ont influencé la principale théoricienne du féminisme Queer, Judith Butler.
Elsa Dorlin a par ailleurs critiqué l'intolérance présumée de certaines féministes radicales françaises (Isabelle Alonso, Suzanne Képès, Marie-Victoire Louis) en ce qui concernerait les questions sexuelles (« pornographie féministe », féminité masculine des lesbiennes butches, BDSM…).[réf. nécessaire]
Les féministes radicales reprochent généralement aux théoriciennes queer d'avoir repris leur constructivisme social en le vidant de son engagement féministe tout en souscrivant à une recherche identitaire individuelle qui ne résoudrait pas les problèmes structurels posés par la hiérarchisation des genres dans le système patriarcal.
Dans ce courant on peut citer dans ses formes les plus récentes le xénoféminisme, appartenant également au transféminisme et au cyberféminisme.
Les féministes désignées sous le terme péjoratif de Terfs, ou « trans-exclusionary radical feminist » (c'est-à-dire en français « féministes radicales excluant les trans ») estiment que les luttes trans invisibilisent les luttes pour les droits des femmes. Ces féministes radicales sont pour l'exclusion des femmes trans des espaces non mixtes réservés aux femmes et nient que les femmes trans soient des femmes. Cette position est qualifiée de transphobe par des féministes qui considèrent que le débat sur la place des femmes trans n’a pas lieu d’être, et qu'il sert le patriarcat en produisant un contrôle renforcé des corps des femmes. Elles affirment qu'il s'agit d'une importation de débats provenant des États-Unis et du Royaume-Uni, où des groupuscules féministes et des mouvements réactionnaires, d’extrême droite ou chrétiens intégristes, collaborent pour s’opposer aux droits des personnes trans. Comme le rappelle Kara Dansky : « Les féministes radicales viennent de la gauche politique (…). La plupart des féministes radicales américaines sont soit des Démocrates ou des Verts ». Reste que, pour la féministe radicale Catharine MacKinnon, « les femmes » est un groupe politique et toute personne s'identifiant comme femme, voulant être une femme ou vivant en tant que femme est bien une femme.

## Critiques du féminisme radical
À l'origine, les analyses féministes radicales ont été jugées insuffisantes, par certaines féministes, pour appréhender le fondement matériel de l'oppression des femmes. Les féministes radicales défendaient une autonomie théorique et politique qui les aurait amenées à rejeter trop rapidement les outils marxistes, ce qui, selon Juteau et Laurin, ouvrait par ailleurs la porte au féminisme différentialiste. C'est ce problème qui aurait été traité par les féministes radicales françaises en développant le courant féministe matérialiste, qui peut être considéré aujourd'hui comme une branche du féminisme radical.
Les critiques marxistes orthodoxes du féminisme radical considèrent que la production et l'économie constituent la dynamique centrale de la société moderne, génératrice de phases d'expansions, de crises, de guerres etc. et accusent le féminisme radical de ne pas prendre pleinement ce facteur en compte.
Le féminisme radical est également critiqué, avec divers arguments, par Élisabeth Badinter dans Fausse route, par Paul-Edmond Lalancette dans La nécessaire compréhension entre les sexes, par Jean-Philippe Trottier dans Le grand mensonge du féminisme, par Hélène Vecchiali dans Ainsi soit-il. Sans de vrais hommes, point de vraies femmes…

## Principales représentantes
Le féminisme radical étant un courant influent mais assez informel, sont citées aussi bien des féministes l'ayant théorisé que de grandes influences ou des féministes qui en sont particulièrement redevables.

### Personnalités

#### États-Unis
- Ti-Grace Atkinson
- Kathleen Barry
- Susan Brownmiller
- Mary Daly
- Gail Dines
- Andrea Dworkin
- Shulamith Firestone
- bell hooks
- Catharine MacKinnon
- Kate Millett
- Ruth Mountaingrove
- Janice Raymond
- Adrienne Rich
- Diana E. H. Russell
- Valerie Solanas
- Gloria Steinem

#### France
- Marie-Jo Bonnet
- Michèle Causse
- Christine Delphy
- Françoise d'Eaubonne
- Colette Guillaumin
- Nicole-Claude Mathieu
- Madeleine Pelletier
- Évelyne Rochedereux
- Monique Wittig
- Simone de Beauvoir

#### Autres pays
- Julie Bindel
- Wim Hora Adema
- Gloria Anzaldúa
- Germaine Greer
- Sara Hlupekile Longwe
- Angela Marzullo
- Alice Schwarzer
- Monica Sjöö
- Paola Tabet
- Yoshiko Yuasa
- Sheila Jeffreys
- Silvia Federici
- Renate Klein

### Presses écrites
- Amazones d'hier, lesbiennes d'aujourd'hui
- Questions féministes
- Le torchon brûle

### Organismes
- Ainsi squattent-elles !
- Lavender Menace
- Les Sorcières
- Mujeres Creando
- Mujeres Libres
- Witch Bloc

### Sources et bibliographie

#### Ouvrages

##### En français
- Andrea Dworkin (trad.  TRADFEM, préf. Christine Delphy), Montréal, Éditions du remue-ménage, 14 novembre 2017, 192 p.  (ISBN 978-2-84950-601-1), notice éditeur [archive].
- Andrea Dworkin (trad.  Martin Dufresne et Michele Briand, préf. Christine Delphy), [« Right-Wing Women »], Montréal, Éditions du remue-ménage, 11 novembre 2012, 250 p.  (ISBN 978-2-89091-350-9), notice éditeur [archive].
- Andrea Dworkin (trad.  de l'anglais, préf. Catharine MacKinnon), Montréal, Sisyphe, coll. « Contrepoint », 2007, 126 p.  (ISBN 2-923456-07-6), notice éditeur [archive].
- Andrea Dworkin (trad.  Martin Dufresne), [« Intercourse »], Paris, Montréal, Éditions du remue-ménage et Éditions Syllepse, février 2019, 224 p.  (ISBN 978-2-84950-715-5), notice éditeur [archive].
- Andrea Dworkin (trad.  Yeun Lagadeuc-Ygouf et Martin Dufresne), [« Our Blood »], St-Joseph-du-Lac, Qc, [M Éditeur], avril 2021, 000 p.  (ISBN 978-2-924924-29-7)
- Andrea Dworkin (trad. Martin Dufresne), La haine des femmes [archive] ["Woman Hating"], St-Joseph-du-Lac, Qc [M Editeur], septembre 2021, 218 p.  (ISBN 9782924924327)
- Andrea Dworkin (trad. Martin Dufresne & Ann Leduc), Pornographie - les hommes s'approprient les femmes [archive], éditions Libre, 2022. (introduction de l'ouvrage est ici [archive])
- Nicole-Claude Mathieu, L’Anatomie politique : catégorisations et idéologies du sexe, Côté Femmes et Indigo, 1991, 291 p.  (ISBN 978-2907883207)
- Colette Guillaumin, Sexe, Race et Pratique du pouvoir. L’idée de nature, Éditions Indigo & Côté-femmes, 1992, 239 p.  (ISBN 978-2907883399)
- Colette Guillaumin, L’Idéologie raciste, genèse et langage actuel, Gallimard, 2002, 378 p.  (ISBN 978-2070422302)
- Christine Delphy, L'ennemi principal : Tome 1, Économie politique du patriarcat, Éditions Syllepse, 262 p.  (ISBN 978-2849503942)
- Paola Tabet, La construction sociale de l’inégalité des sexes: Des outils et des corps, L'Harmattan, 1998, 208 p.  (ISBN 978-2738467737)
- Christine Delphy, L'ennemi principal : Tome 2, Penser le genre, Éditions Syllepse, 2001, 366 p.  (ISBN 978-2849503959)
- Helena Hirata, Françoise Laborie, Hélène Le Doaré, Danièle Senotier, Dictionnaire critique du féminisme, Presses Universitaires de France, 2004, 315 p.  (ISBN 978-2130524175)
- Michèle Ferrand, Féminin, masculin, La Découverte, 2004, 128 p.  (ISBN 978-2707131690)
- Paola Tabet, La grande arnaque : Sexualité des femmes et échange économico-sexuel, L’Harmattan, 2004, 214 p.  (ISBN 978-2747576727)
- Catharine MacKinnon, Le Féminisme irréductible. Discours sur la vie et la loi, Éditions des femmes, 2005, 352 p.  (ISBN 978-2721004864)
- Beverley Skeggs, Des femmes respectables: Classe et genre en milieu populaire, Agone, 2015, 428 p.  (ISBN 978-2748902174)

##### En anglais
- (en) Shulamith Firestone, The Dialectic of Sex: The Case for Feminist Revolution, Farrar, Straus and Giroux, 1970, 240 p.  (ISBN 978-0374527877)
- (en) Anne Koedt, Ellen Levine, Anita Rapone, Radical Feminism, Times Books, 1973, 424 p.  (ISBN 9780812962208)
- (en) Mary Daly, Gyn/Ecology: The Metaethics of Radical Feminism, Beacon Press, 1978, 544 p.  (ISBN 978-0807014134)
- (en) Beatrix Campbell, Anna Coote, Sweet Freedom: The Movement for Women's Liberation, Blackwell Publishers, 1987, 300 p.  (ISBN 978-0631149583)
- (en) Alice Echols, Daring To Be Bad: Radical Feminism in America 1967-1975, University of Minnesota Press, 1989, 440 p.  (ISBN 978-0816617876)
- (en) Carol Hurd, Blanche Linden-Ward, American Women in the 1960s: Changing the Future, Twayne Publishers, 1993, 585 p.  (ISBN 978-0805799057)
- (en) Diane Bell, Renate Klein, Radically Speaking: Feminism Reclaimed, Spinifex Press, 1996, 654 p.  (ISBN 978-1875559381)
- (en) Barbara A. Crow, Radical Feminism, a Documentary History, New York University Press, 2000, 592 p.  (ISBN 978-0814715550)
- (en) Nancy F. Cott, Barbara J. Love, Feminists Who Changed America, 1963–1975, University of Illinois Press, 2006, 576 p.  (ISBN 978-0252031892)
- (en) Susan Ehrlich, Janet Holmes, Miriam Meyerhoff, The Handbook of Language, Gender, and Sexuality, Wiley-Blackwell, 2014, 688 p.  (ISBN 978-1118584286)
- (en) Sheila Jeffries, Gender Hurts: A Feminist Analysis of the Politics of Transgenderism, Routledge, 2014, 224 p.  (ISBN 978-0415539395)
- (en) Robert Jensen, The End of Patriarchy: Radical Feminism for Men, Spinifex Press, 2017, 200 p.  (ISBN 978-1742199924)